# Eugen Isolani
Eugen Isolani (geboren als Eugen Isaacsohn am 21. Oktober 1860 in Marienburg, Westpreußen; gestorben am 16. Oktober 1932 in Berlin) war ein Schriftsteller und Theaterkritiker.

## Leben
Eugen war ein Sohn des jüdischen Kaufmanns Moses Isaacsohn und dessen Ehefrau Ida in Marienburg. Er hatte die Geschwister Bruno, Clara und Malwine.
Die Familie zog 1864 nach Berlin, wo er ein Gymnasium besuchte.
1877 begann er eine kaufmännische Lehre und war danach in diesem Berufsfeld tätig.
Seit 1884 lebte er als Journalist in Dresden und   leitete das neue Dresdner Stadtblatt.
1900 zog er nach Berlin. Dort war er als freier Schriftsteller tätig. Später änderte er seinen Namen in Isolani. Er hatte Kontakte. zu zahlreichen Schriftstellern, Künstlern, Politikern und weiteren Persönlichkeiten.
Eugen Isolani war mit Bertha (Betty) Perl (1873–1978) seit 1895 verheiratet. Ihre Tochter Gertrud Isolani (1899–1988) wurde ebenfalls Schriftstellerin.
Eugen Isolani schrieb etwa zwanzig Bücher, darunter Humoresken, Kriminalgeschichten und Biographien. Außerdem verfasste er Artikel, vor allem über das Theaterleben, in Zeitungen und Zeitschriften wie Dresdner Stadtblatt, Bühne und Welt, Der Merker,  Nord und Süd, und weiteren.

## Zitate
„Ein kriegführendes Volk gleicht dem Ugolino der italienischen Sage, der, mit den Seinen in einen Hungerthurm gesperrt, diese auffrass, um, wie er sagte, seinen Kindern den Vater zu erhalten.“